# Erebia blanca
Erebia blanca är en fjärilsart som beskrevs av Ribbe 1910. Erebia blanca ingår i släktet Erebia och familjen praktfjärilar. Inga underarter finns listade i Catalogue of Life.